# Oreocereus celsianus
Oreocereus celsianus ist eine Pflanzenart aus der Gattung Oreocereus in der Familie der Kakteengewächse (Cactaceae). Das Artepitheton celsianus ehrt den französischen Gärtner Jean-François Cels (1810–1888), der gemeinsam mit seinem Bruder Auguste Cels (1809–1898) für die Anzucht von Kakteen und Orchideen bekannt war.

## Beschreibung
Oreocereus celsianus wächst mit von der Basis verzweigten, aufrechten, säulenförmigen Trieben und erreicht bei einem Durchmessern von 8 bis 12 Zentimeter Wuchshöhen von bis 2 Meter. Die Triebe sind dicht von weißen Haaren und Dornen eingehüllt. Es sind 10 bis 25 gerundete und gehöckerte Rippen vorhanden. Die darauf befindlichen großen Areolen sind weiß, dicht mit Dornen besetzt und mit bis zu 5 Zentimeter langen Haaren bedeckt. Die kräftigen, ein bis vier Mitteldornen sind bis 8 Zentimeter lang, die sieben bis neun Randdornen sind bis zu 2 Zentimeter lang.
Die hellen etwas purpurrosafarbenen Blüten erscheinen in der Nähe der Triebspitzen. Sie sind 7 bis 9 Zentimeter lang und weisen einen Durchmesser von bis 3 Zentimeter auf. Die Früchte sind kugelförmig.

## Verbreitung, Systematik und Gefährdung
Oreocereus celsianus ist in den bolivianischen Departamentos Chuquisaca, Potosí und Tarija sowie der argentinischen Provinz Jujuy in der Puna-Vegetation in Höhenlagen von 2900 bis 3600 Metern verbreitet.
Die Erstbeschreibung als Pilocereus celsianus erfolgte 1850 durch Charles Lemaire in Joseph zu Salm-Reifferscheidt-Dycks Cacteae in horto Dyckensi cultae anno 1849. Vincenzo Riccobono stellte sie 1909 in die Gattung Oreocereus.
In der Roten Liste gefährdeter Arten der IUCN wird die Art als „Least Concern (LC)“, d. h. als nicht gefährdet geführt.

## Nachweise